# Centrul Dizengoff
Centrul Dizengoff (în ebraică דיזנגוף סנטר) este un centru comercial aflat la intersecția străzilor Dizengoff și King George din Tel Aviv, Israel. Mall-ul poartă numele lui Meir Dizengoff, primul primar al Tel Avivulu.

## Poveste
Centrul Dizengoff, proiectat de arhitectul israelian Yitzhak Yashar, a fost primul centru comercial din Israel. Centrul a fost construit pe locul microdistrictului Nordia. Construcția a început în 1972 și primul magazin a fost deschis cinci ani mai târziu, în 1977. Restul mall-ului a fost finalizat în 1983.
Pe 4 martie 1996, în timpul sărbătorii evreiești de la Purim, un atentat sinucigaș în apropierea Centrului Dizengoff a ucis 13 persoane, dintre care mulți erau adolescenți în costume.

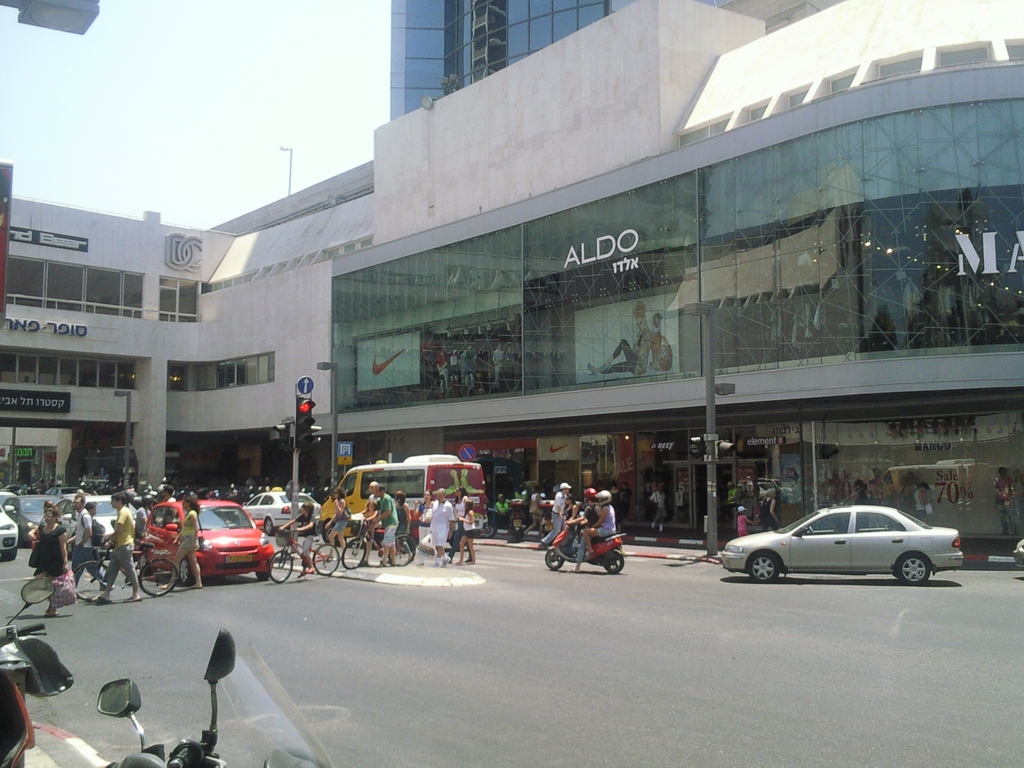
Fațada nordică a centrului Dizengoff
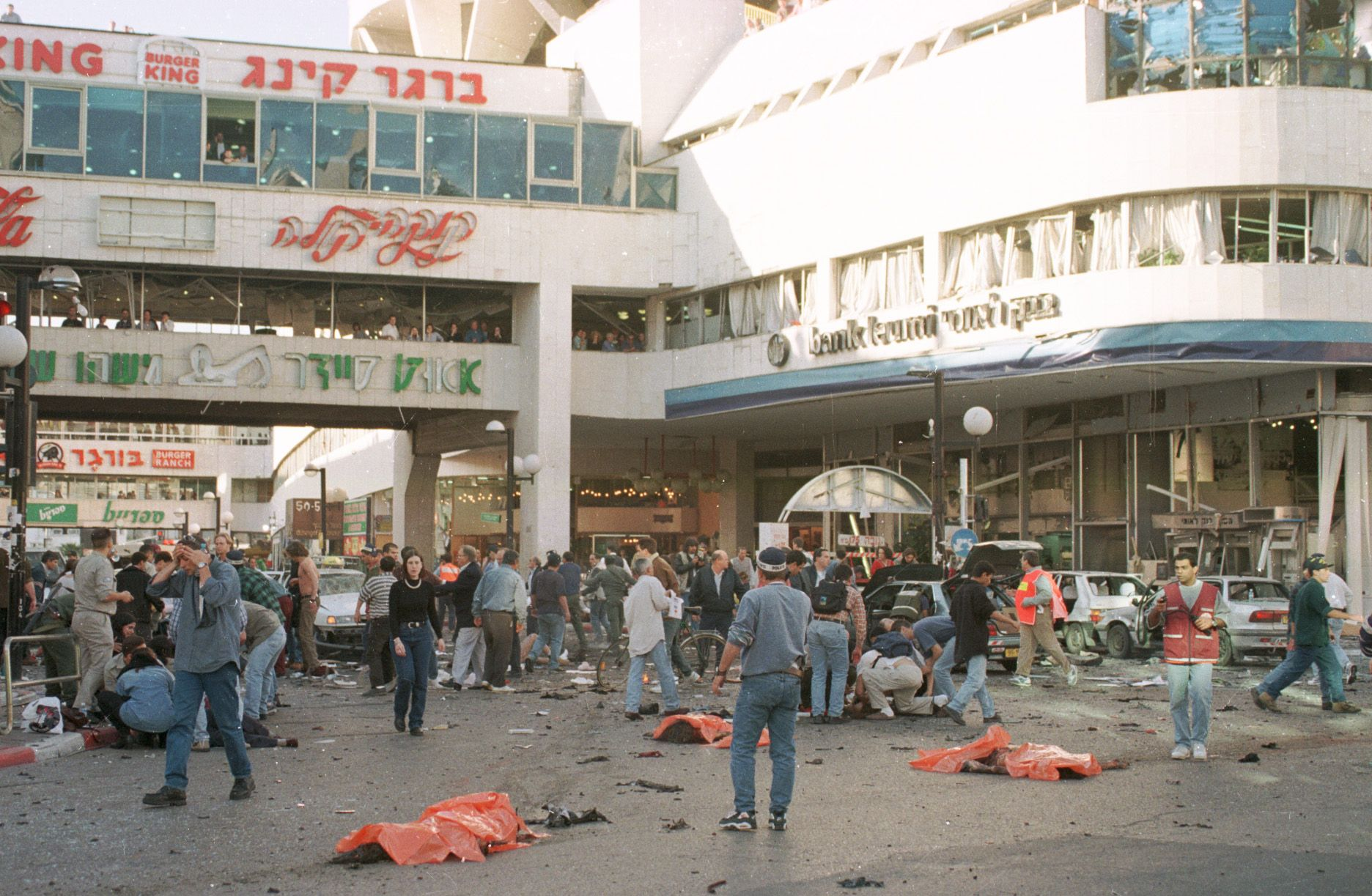
Centrul Dizengoff după un atac terorist în zonă, 1996
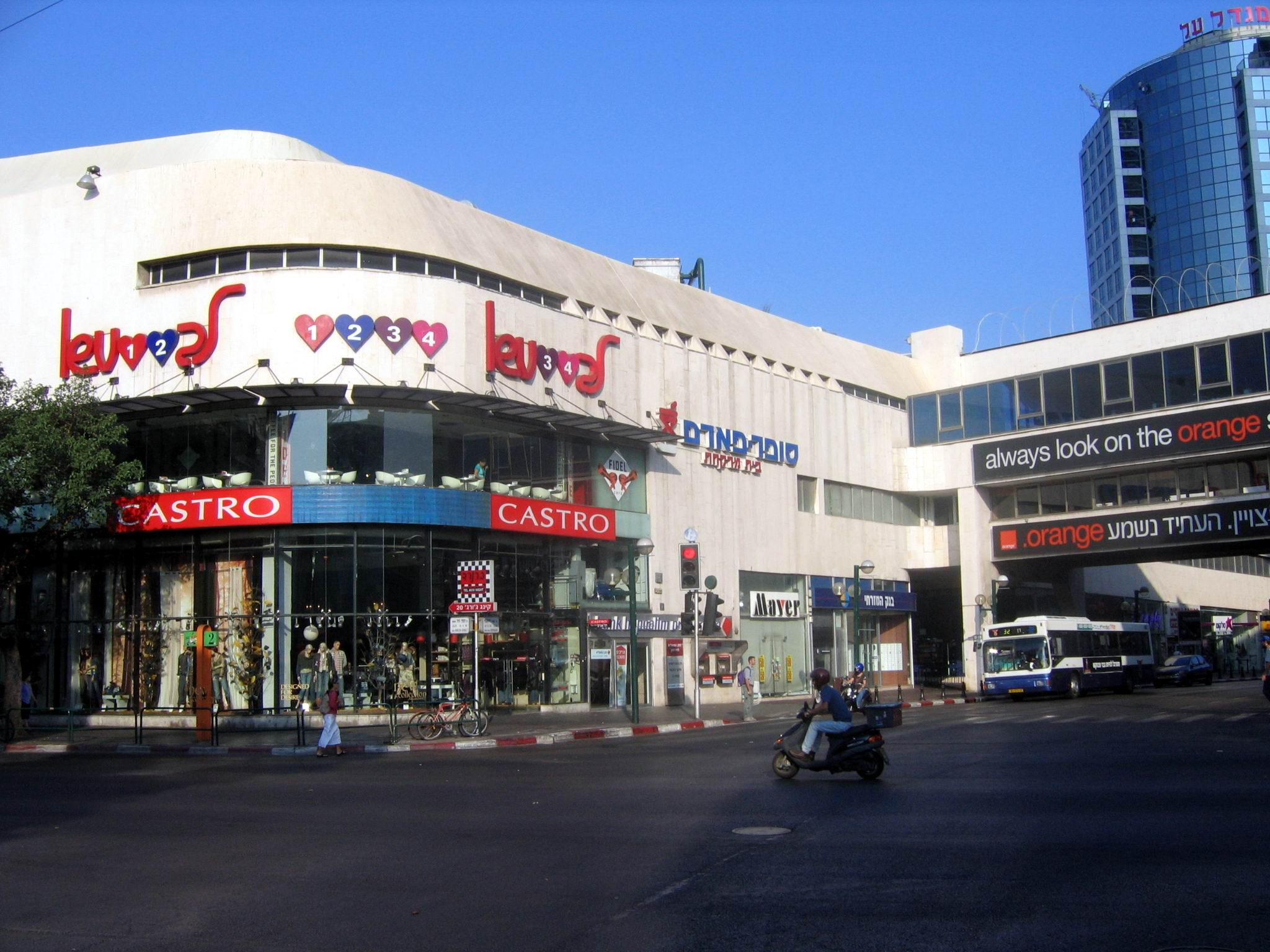
Centrul Dizengoff - vedere dinspre est
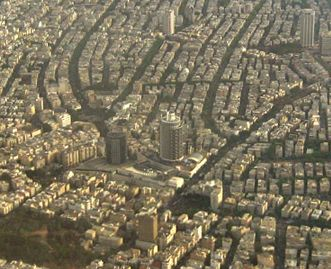
Vedere aeriană a mall-ului și a împrejurimilor
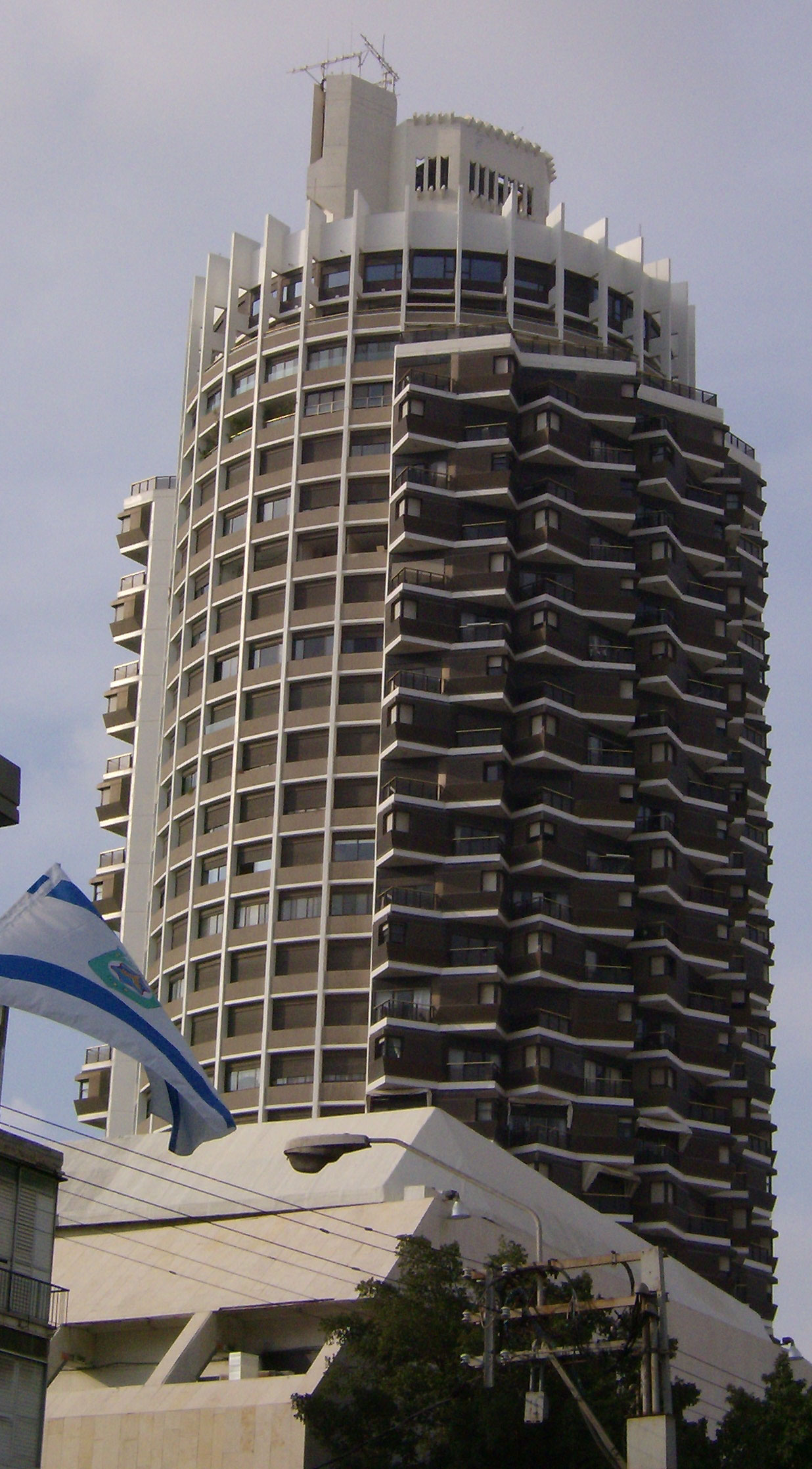
Turnul Dizengoff
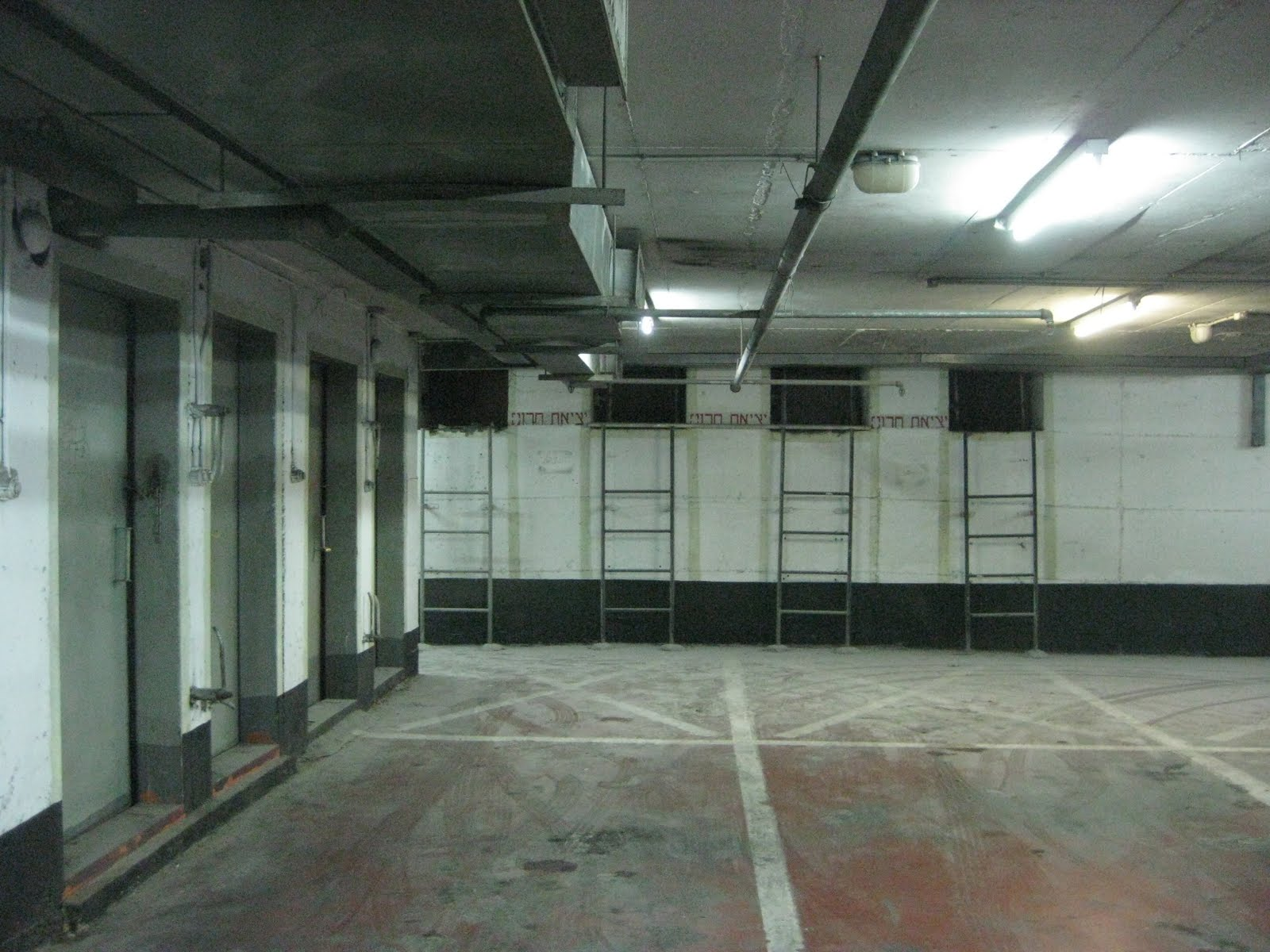
Adăposturile subterane antibombă ale Centrului Dizengoff
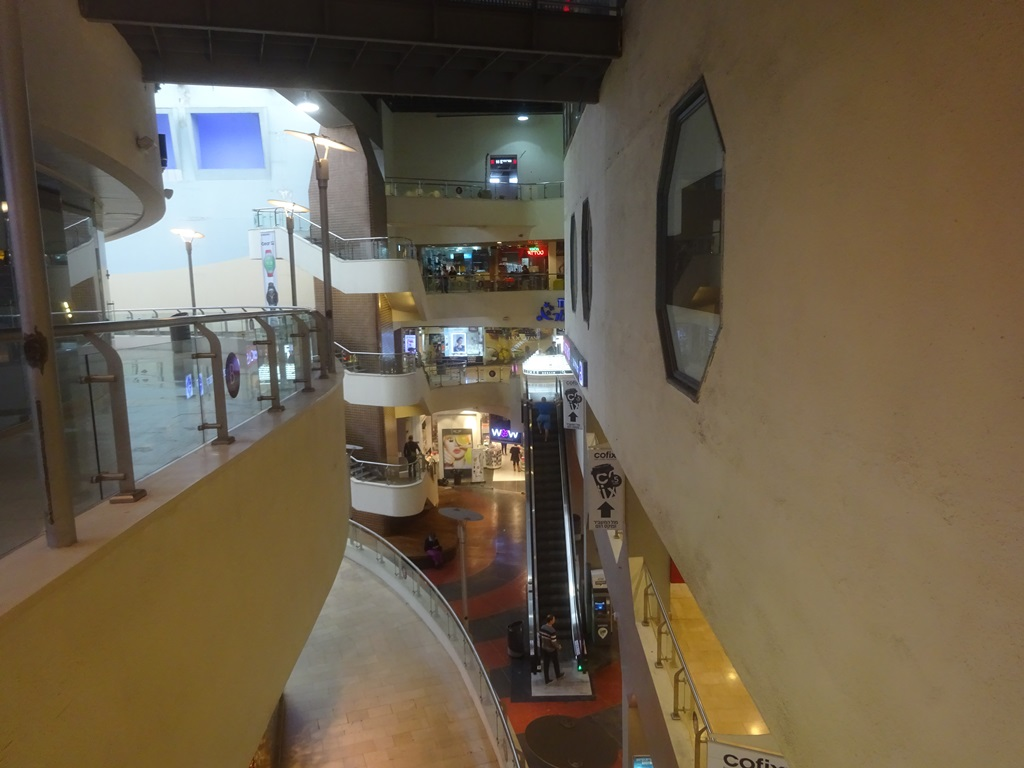
Vedere interioară a Centrului Dizengoff

## Vezi si
- Centrul Azrieli